# FC Rastatt 04
FC Rastatt 04 is een Duitse voetbalclub uit Rastatt, Baden-Württemberg.
De club werd op 9 oktober 1904 opgericht als FK Rastatt 04. In 1910 fuseerde de club met FC Phönix Rastatt tot Rastatter FV 04. Op 23 augustus 1939 fuseerde de club met het in 1912 opgerichte Frankonia Rastatt en nam zo de naam FC Rastatt 04 aan. Na de oorlog werd de club ontbonden en in 1946 heropgericht als Fortuna Rastatt. Op 20 januari 1950 werd opnieuw de naam FC Rastatt 04 aangenomen. 
In de jaren zeventig en tachtig speelde de club voornamelijk in de derde klasse (Amateurliga/Oberliga). Van 2000 tot 2005 speelde de club in de Verbandsliga. De club kon in 2007 terugkeren, maar is inmiddels opnieuw in de Landesliga verzeild. 